# Liliana Cá
Liliana da Silva Cá (* 5. November 1986 in Barreiro) ist eine portugiesische Leichtathletin, die sich auf den Diskuswurf spezialisiert hat.

## Sportliche Laufbahn
Liliana Cá bestritt im Jahr 2003 ihre ersten Wettkämpfe im Diskuswurf gegen die nationale Konkurrenz. Damals konnte sie sich im Juli beim Europäischen Olympischen Jugendfestival in Paris gegen die Konkurrenz durchsetzen und die Goldmedaille gewinnen. 2004 stellte sie im Mai eine neue Bestleistung auf und qualifizierte sich für die U20-Weltmeisterschaften in Grosseto, bei denen sie Mitte Juli an den Start ging. In der Qualifikation warf sie schließlich mit 45,22 m die geringste Wettkampfweite ihrer Saison und schied damit frühzeitig aus. Wenige Wochen später gewann sie die Silbermedaille bei den Portugiesischen Meisterschaften. Ende März 2005 stellte sie mit 53,88 m eine neue Bestleistung auf und trat im Juli bei den U20-Europameisterschaften in Kaunas an. Dabei zog sie in das Finale ein und warf den Diskus darin auf 49,69 m, womit sie die Silbermedaille gewann. 2006 wurde sie erneut Portugiesische Vizemeisterin.
2007 steigerte sich Cá auf eine Bestweite von 54,09 m, wurde U23-Meisterin in Portugal und trat im Juli bei den U23-Europameisterschaften in Debrecen an. Dort erreichte sie das Finale und kam darin auf 51,43 m, womit sie Siebte wurde. Nachdem sie 2008 ihre Bestleistung erneut steigern konnte, gewann sie im Jahr darauf ihren ersten Portugiesischen Meistertitel. 2010 konnte sie den Titel erfolgreich verteidigen. Zudem qualifizierte sie sich zum ersten Mal für die Europameisterschaften. In der Qualifikation Ende Juli in Barcelona warf sie den Diskus auf 55,47 m und verpasste damit den Einzug in das Finale. In den Jahren 2011 bis 2013 bestritt sie nur eine Hand voll Wettkämpfe und anschließend bis 2017 gar keine, aufgrund ihrer Schwangerschaften. Dort nahm sie das erste Mal seit 2010 wieder an den Portugiesischen Meisterschaften teil und gewann die Silbermedaille. Ende Februar 2018 stellte Cá in Lissabon mit 61,02 m eine neue Bestleistung auf. Später im Juni trat sie bei den Mittelmeerspielen im Nachbarland Spanien an und konnte mit einem Wurf über 60 Meter die Silbermedaille gewinnen. Da sie mit ihrem Wurf unter der Weite von 60,40 m blieb, wurde ihr von Seiten des Nationalen Verbandes die Förderung in Vorbereitung auf die Olympischen Sommerspiele in Tokio gestrichen. Im August trat sie schließlich, zum zweiten Mal nach 2010, bei den Europameisterschaften in Berlin an und erreichte diesmal das Finale, das sie als Siebte beendete. 2019 verpasste sie bei ihrer ersten Teilnahme an den Weltmeisterschaften den Einzug in das Finale.
2020 gewann Cá ihren insgesamt dritten Portugiesischen Meistertitel. Anfang März 2021 verbesserte sie den seit 1998 existierenden Nationalrekord Portugals von 65,40 m um einen Meter auf 66,40 m und erfüllte damit die Qualifikation für die Olympischen Sommerspiele in Tokio. Ende Juni konnte sie erneut die Goldmedaille bei den nationalen Meisterschaften gewinnen. Ende Juli trat sie schließlich in der Qualifikation in Tokio an und konnte das Finale erreichen. Darin stellte sie mit 63,93 m ihre größte Weite auf und belegte damit den fünften Platz. 2022 trat Cá nach dem Gewinn ihres fünften portugiesischen Meistertitels zum zweiten Mal nach 2018 bei den Mittelmeerspielen an und konnte, wie bereits in Spanien, auch in Algerien die Silbermedaille gewinnen. Einen Monat später nahm sie in den USA an ihren zweiten Weltmeisterschaften teil und konnte dort in ihr erstes WM-Finale einziehen, das sie mit einem Wurf auf 63,99 m als Sechste beendete. Ein Jahr später belegte sie im Finale bei den Weltmeisterschaften in Budapest den achten Platz. 2024 konnte sie im Juni bei den Europameisterschaften in Rom die Bronzemedaille gewinnen. Einen Monat später trat sie auch bei den Olympischen Sommerspielen in Paris an. Nach Platz 5 drei Jahre zuvor in Tokio, verpasste sie diesmal den Einzug in das Finale.

## Wichtige Wettbewerbe
| Jahr                 | Veranstaltung                           | Ort                  | Platz                | Disziplin            | Weite                |
| Startet für Portugal | Startet für Portugal                    | Startet für Portugal | Startet für Portugal | Startet für Portugal | Startet für Portugal |
| -------------------- | --------------------------------------- | -------------------- | -------------------- | -------------------- | -------------------- |
| 2003                 | Europäisches Olympisches Jugendfestival | Paris                | 1.                   | Diskuswurf           | 47,53 m              |
| 2004                 | U20-Weltmeisterschaften                 | Grosseto             | 21.                  | Diskuswurf           | 45,22 m              |
| 2005                 | U20-Europameisterschaften               | Kaunas               | 2.                   | Diskuswurf           | 49,69 m              |
| 2007                 | U23-Europameisterschaften               | Debrecen             | 7.                   | Diskuswurf           | 51,43 m              |
| 2010                 | Europameisterschaften                   | Barcelona            | 14.                  | Diskuswurf           | 55,47 m              |
| 2018                 | Mittelmeerspiele                        | Tarragona            | 2.                   | Diskuswurf           | 60,05 m              |
| 2018                 | Europameisterschaften                   | Berlin               | 7.                   | Diskuswurf           | 58,91 m              |
| 2019                 | Weltmeisterschaften                     | Doha                 | 26.                  | Diskuswurf           | 54,31 m              |
| 2021                 | Olympische Sommerspiele                 | Tokio                | 5.                   | Diskuswurf           | 63,93 m              |
| 2022                 | Mittelmeerspiele                        | Oran                 | 2.                   | Diskuswurf           | 63,62 m              |
| 2022                 | Weltmeisterschaften                     | Eugene               | 6.                   | Diskuswurf           | 63,99 m              |
| 2023                 | Weltmeisterschaften                     | Budapest             | 8.                   | Diskuswurf           | 63,59 m              |
| 2024                 | Europameisterschaften                   | Rom                  | 3.                   | Diskuswurf           | 64,53 m              |
| 2024                 | Olympische Sommerspiele                 | Paris                | 14.                  | Diskuswurf           | 62,43 m              |

## Leistungsentwicklung
- 2003: 47,53 m
- 2004: 51,69 m
- 2005: 53,88 m
- 2007: 54,09 m
- 2008: 56,17 m
- 2009: 56,63 m
- 2010: 59,33 m
- 2018: 61,02 m
- 2020: 61,91 m
- 2021: 66,40 m; (portugiesischer Rekord)

## Sonstiges
Liliana de Cá begann im Alter von fünf Jahren mit der Leichtathletik. Sie ist Mutter von zwei Söhnen.